# Boughton under Blean
Boughton under Blean – wieś w Anglii, w hrabstwie Kent, w dystrykcie Swale. Leży 32 km na wschód od miasta Maidstone i 81 km na wschód od centrum Londynu. Miejscowość liczy 1865 mieszkańców.